# Куликово (деревня, Омская область)
Кулико́во — деревня в Калачинском районе Омской области. Входит в состав Воскресенского сельского поселения.

## История
В 1928 году село Куликово (п.б.) состояло из 208 хозяйств, основное население — русские. В административном отношении являлась центром Куликовского сельсовета Калачинский район Омского округа Сибирского края.

## Население
| 2002 | 2010 |
| ---- | ---- |
| 282  | ↘225 |

## Улицы
| - ул. Андреевская, - ул. Береговая, | - ул. Слободская, - ул. Школьная. |